# Women’s Library

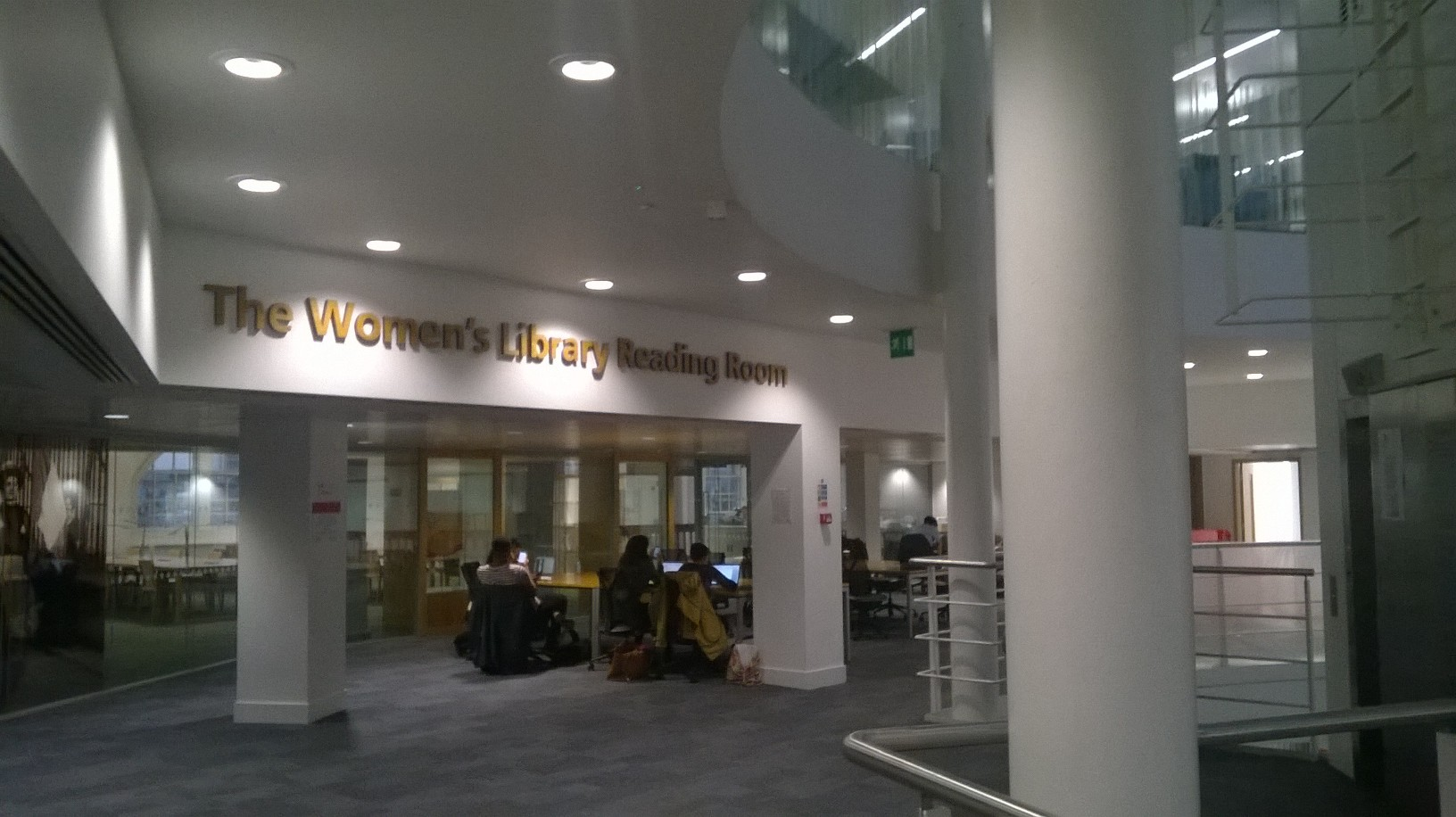
Lesesaal der Frauenbibliothek in der Bibliothek der LSE

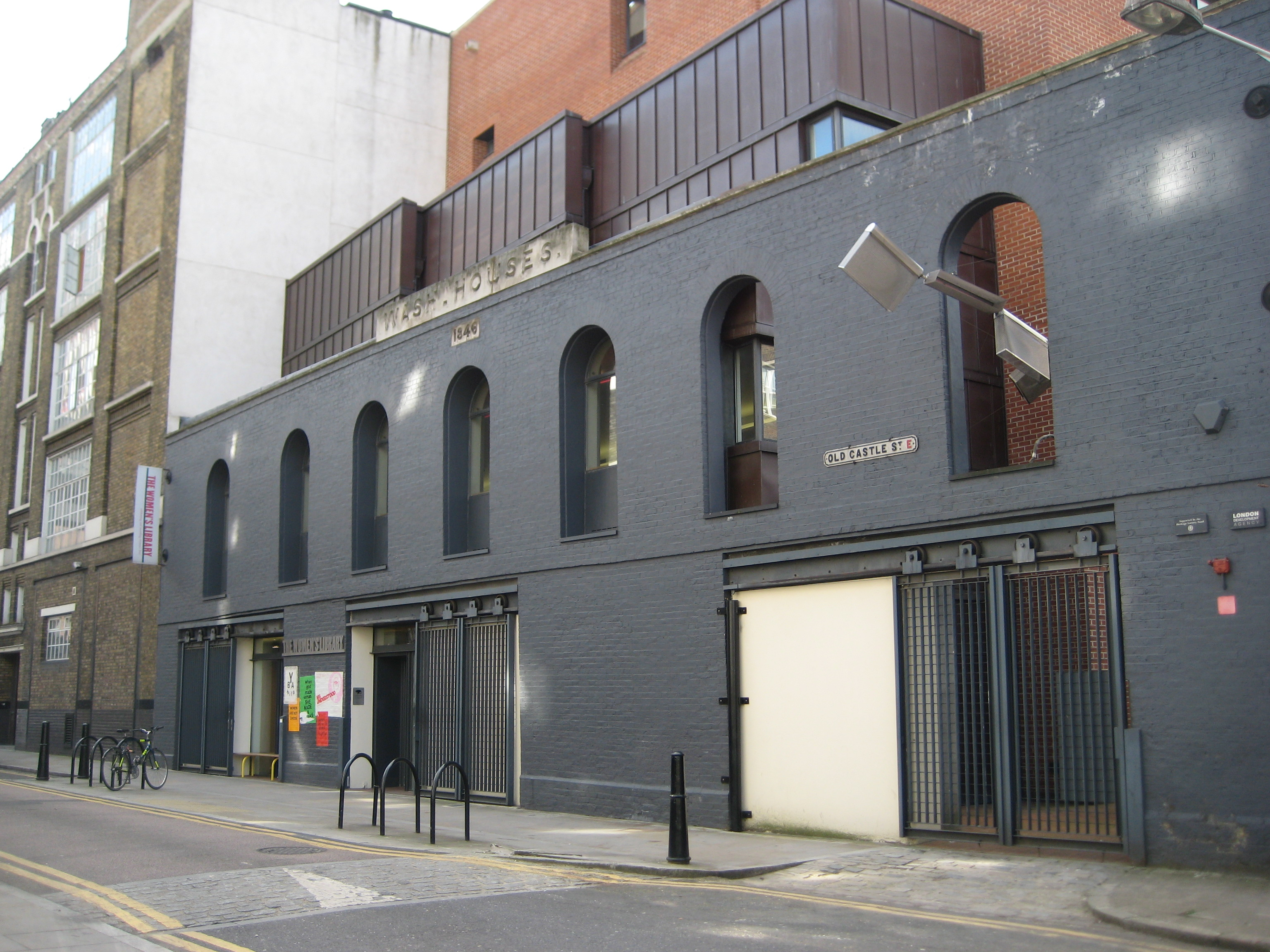
Die ehemalige Women’s Library in der Old Castle Street

Die Women’s Library (dt.: Frauenbibliothek) – besser die Women’s Library @ LSE – in London (UK), die heute in die Bibliothek der London School of Economics and Political Science (LSE) integriert ist, ist die wichtigste Bücherei (mit Archiv und Objekt-Sammlung), die es über Frauen und die Frauenbewegung in Europa gibt. Der Schwerpunkt ihres Bestandes liegt auf dem 19. und 20. Jahrhundert und auf Großbritannien.
Die Bücherei entstand Mitte der 1920er Jahre, ihr Kernbestand sind die mehr als 1.000 Bände, die seit 1909 von Ruth Cavendish Bentinck gesammelt und 1930 gestiftet wurden.
Seit 2013 befindet sich die Frauenbibliothek – nach mehrfachem Wechsel des Standorts in London – unter der Obhut der London School of Economics and Political Science, die sie als speziellen Teil der British Library of Political and Economic Science betreut. Dort ist sie in der vierten Etage auch für die Öffentlichkeit zugänglich.

## Geschichte und Stationen der Frauenbibliothek

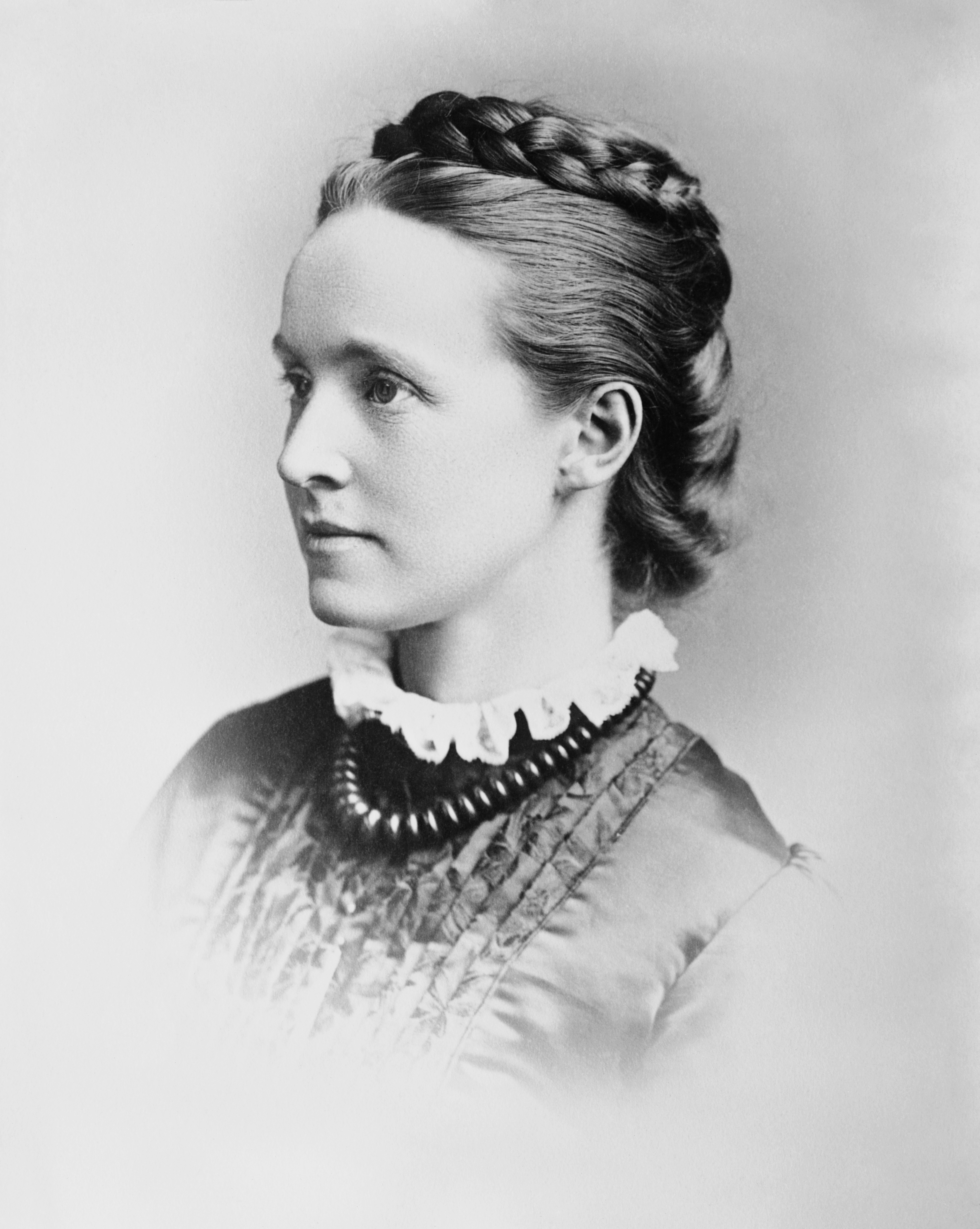
Millicent Garrett Fawcett als junge Frau

### Ursprünge
Diese Bibliothek geht mit ihren Wurzeln zurück auf die „London Society for Women’s Suffrage“ von 1867, die damals als Frauenwahlrechtsgruppe gegründet wurde. Grundstock der Bibliothek wurde dann die Cavendish-Bentinck-Buchsammlung, die seit 1909 bestand und ab 1926 von der ersten und dann 41 Jahre lang tätigen Bibliothekarin Vera Douie betreut und ausgebaut wurde. In diesen Jahren hieß sie „Women’s Service Library“ (dt.: Bücherei des Frauendienstes), denn die „London Society“ hatte sich mit Beginn des Ersten Weltkriegs auch in dieser Weise umbenannt.

### Women’s Service House
Ein umgebautes Gasthaus in der Marsham Street von Westminster entwickelte sich in den 1930er Jahren zum „Women’s Service House“, einem Frauenzentrum in der Nähe der Parlamentsgebäude. Während des Zweiten Weltkriegs wurde es zerstört, so dass bis 1957 die Frauenbibliothek keinen festen Standort mehr hatte. Dann wurde sie in der Wilfred Street nahe der Victoria Railway Station untergebracht und trug den Namen „Fawcett Library“, da auch die „London Society“ im Andenken an die nicht militante Führerin im Frauenrechtskampf nach Millicent Garrett Fawcett und ihrer Tochter Philippa in „Fawcett Society“ umbenannt worden war.

### Teil der Universitätsbibliothek

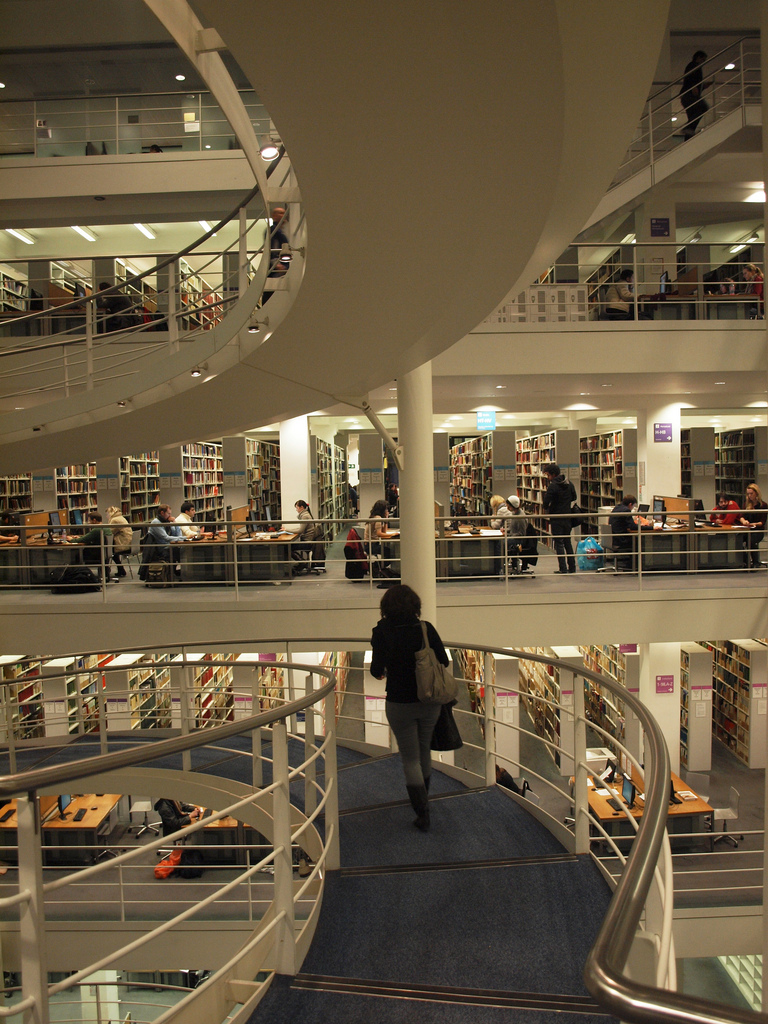
Blick in die Bücherei der LSE

Als es für die Fawcett Society immer schwerer wurde, die Bibliothek zu unterhalten, wurde sie von der „City of London Polytech“ übernommen, die 1992 in „London Guildhall University“ umbenannt wurde. Sie war in diesen Jahren völlig unzureichend untergebracht. Deswegen bekam die Universität eine größere Zuwendung für den Umbau eines Hauses in der Old Castle Street in Aldgate im East End von London, wo die Frauenbibliothek 2002 ihre Pforten eröffnen konnte. Unter der Ägide der 2002 in London Metropolitan University (LMU) umbenannten Universität gab es dort 10 Jahre lang eine Reihe von Ausstellungen mit verschiedenartigsten Frauenthemen und eine intensive Zusammenarbeit mit Gruppen und Schulen.
Im Frühjahr 2012 wollte die LMU eine Änderung der Verhältnisse herbeiführen. Nach einer Kampagne zur Erhaltung der Frauenbibliothek ging sie in den Besitz der LSE über, die sie bewahren, unterhalten und weiterentwickeln wollte und zwar als eigene Abteilung innerhalb der „Library of Political and Economic Science“. Dort bekam sie ab 2. Januar 2013 einen eigenen – auch der Öffentlichkeit zugänglichen – großen Lesesaal und eigene Archivräume.

## Hauptthemen des Bestandes
Das übergreifende Thema des Buchbestandes ist „Kampagnen für Frauenrechte und die Gleichberechtigung der Frau“.
Unterthemen dazu sind:
- Frauenwahlrecht
- Prostitution und Frauenhandel
- Frauen am Arbeitsplatz und Gleicher Lohn für Frauen
- Frauen im öffentlichen Leben
- Frauen in der Kirche
- Frauenbewegung der 1970er Jahre
- Friedenskampagnen

Die Frauenbibliothek ist ein gemischter Bestand aus Druckwerken, Archivmaterialien und räumlichen Objekten der Frauenrechtsgeschichte.
Seltene Bücher findet man in der von Ruth Cavendish Bentinck 1930 als Stiftung von über 1000 Büchern überlassenen Sammlung.
Hauptthemen darin sind: Gesetzgebung, Haushaltsführung, Mode, Bildung, Gesundheit, Arbeit und Literatur.

## Hauptbestandteile der Frauenbibliothek
- Die Women’s Library besitzt Sammlungen und persönliche Archive von vielen Frauenrechtlern, wie z. B. von

Lesley Abdela, Adelaide Anderson, Elizabeth Garrett Anderson, Louisa Garrett Anderson, Margery Corbett Ashby, Lydia Becker, Helen Bentwich, Rosa May Billinghurst, Chili Bouchier, Elsie Bowerman, Josephine Butler, Barbara Cartland, Jill Craigie, Emily Wilding Davison, Charlotte Despard, Emily Faithfull, Millicent Garrett Fawcett, Vida Goldstein, Teresa Billington-Greig, Elspeth Howe, Mary Lowndes (siehe auch „Artists' Suffrage League Papers“), Constance Lytton, Harriet Martineau, Edith How-Martyn, Angela Mason, Hannah More, Helena Normanton, Eleanor Rathbone, Claire Rayner, Sheila Rowbotham, Maude Royden, Beatrice Seear, Baroness Seear, Elaine Showalter, William Thomas Stead, Mary Stott, Louisa Twining und Henry Wilson.
- Sie hat ebenfalls viele Archivbestände von Organisationen und Frauenrechtskampagnen, so z. B. von

der „Fawcett Society“, der „Artists' Suffrage League“, vom „Greenham Common Women’s Peace Camp“, der International Alliance of Women, Miss Great Britain, der „London Society for Women’s Suffrage“, der National Union of Women’s Suffrage Societies, des „National Women’s Register“, den „One Parent Families“, der Gingerbread Charity, den Kampagnen für die Abschaffung der Contagious Diseases Acts, besonders von der „Association for Moral and Social Hygiene“, des International Council of Women, des „Open Door Council“, der „Scottish Women’s Hospitals for Foreign Service“, der „Six Point Group“, der „Women’s Freedom League“, der „Women in Black“ UK, der „National Federation of Women’s Institutes“, der „Women’s National Anti-Suffrage League“ und der „Women’s Tax Resistance League“.

## Freunde der Women’s Library
Die „Freunde der Women’s Library“ unterstützen die Bibliothek seit mehr als 30 Jahren. Die Mitglieder sammeln Spenden für den Ausbau der Sammlungen und haben bei Auktionen schon seltene Objekte erstanden. Sie finanzieren die Digitalisierung von Tonaufnahmen und förderten Ausstellungen finanziell. Weiterhin organisieren sie Besuche zu Orten und Sammlungen, die besondere Bedeutung für die Geschichte der Frauen in Großbritannien haben.